# گزاره (فیلم ۱۹۹۸)
«گزاره» (انگلیسی: The Proposition (1998 film)) یک فیلم است که در سال ۱۹۹۸ منتشر شد.

## بازیگران
- ویلیام هرت
- رابرت لوگیا
- کنت برانا
- نیل پاتریک هریس
- بلایث دانر
- مادلین استو